# A.L.V. Manniche
Arner Ludvig Valdemar Manniche (født 19. februar 1867 i Gundsømagle, død 7. januar 1957 på Frederiksberg Hospital) var en dansk ornitolog, zoolog, jæger og uddannet lærer. Han deltog i Danmark-ekspeditionen som skibets ornitolog og konservator.
Da Manniche voksede op, fik han en interesse for dyrelivet, og kom senere til at skildre fugle. Han tog lærereksamen i 1890 ved Jonstrup Seminarium. Han underviste først i Østjylland, dernæst 1896-1906 i Roskilde og studerede samtidig ornitologi.
Da Ludvig Mylius-Erichsen startede Danmark-ekspeditionen til Nordøstgrønland, blev Manniche hyret til at varetage undersøgelsen af pattedyr og fugle. Efter sin hjemkomst var han i en årrække konservator og udstoppede mange fugle til Eiler Lehn Schiølers samling. Senere blev han direktør for A/S Østgrønlandsk Kompagni og rejste i denne forbindelse Østgrønland til i 1919, hvor han etablerede fangststationer. Efter at firmaet var opløst, blev han biografdirektør.
Udbyttet fra Danmark-ekspeditionen blev bearbejdedet i The terrestrial mammals and birds of North-East Greenland (1910), hvor Manniches del om fuglene blev udgivet på dansk året efter. En populærskildring blev udgivet i Midnatssol og Mørketid 1909. Foruden mindre afhandlinger, skrev han i 1926 Danmarks Sangfugle, og 1928-30 udkom trebindsværket Danmarks Fugleliv (med indledning og illustrationer af Gerhard Heilmann).
Som jæger redigerede han foruden Jægeren i Naturen (1925) også Haandbog for Jægere (1932-35), hvortil han selv ydede store bidrag. Han var desuden redaktør for Danmarks Pattedyr (1935).

## Familie
Forældrene var sadelmagermester Salomon Ludvig Manniche (1821-1905) og Malene Johansen (1847-1932). Han blev gift første gang den 3. marts 1894 i Estruplund Sogn med Karen Bang (født 29. oktober 1872 i Store Sjørup, død 13. april 1936 på Frederiksberg). Hun var datter af gårdejer Niels Bang (1841-98) og Rasmine Jensen (1844-82). Ægteskabet blev opløst i 1926.
Han blev gift for anden gang den 17. marts 1926 i København med Ingeborg Christensen (født 20. juni 1899 i Esbjerg). Hun var datter af grosserer Søren Peter Christensen (1856-1903) og Hansine Sparlund (1855-1940).